# Rio Panati
O rio Panati é um curso de água que banha o município de Patos, no estado da Paraíba, no Brasil.